# Carlos Robles
Carlos Julio Robles Rocha (Valledupar, 16 maggio 1992) è un calciatore colombiano, centrocampista del Deportivo Táchira.